# Acta Scientiarum Polonorum
Acta Scientiarum Polonorum (Acta Sci. Pol.) – czasopismo naukowe wydawane przez polskie uczelnie rolnicze na drodze porozumienia podpisanego na SGGW w dniu 20 lipca 2001 roku w Warszawie. 
W ramach czasopisma wydawanych jest 15 serii tematycznych publikujących oryginalne prace badawcze, krótkie komunikaty oraz prace przeglądowe z różnych działów rolniczych. Poszczególne serie są niezależne od siebie i wydawane są w wydawnictwach uczelni rolniczych. Serie początkowo publikowały prace w języku polskim i angielskim a od 2010 roku większość publikuje wyłącznie w języku angielskim. 
Rada programowa składa się z przedstawicieli poszczególnych uczelni-wydawnictw.
Poszczególne serie mają charakter open access, i są niezależnie indeksowane przez wiele baz danych oraz instytucji naukowych. Między innymi przez: AGRICOLA, AGRIS - FAO, CABI, pięć baz danych EBSCO, Google Scholar, Index Copernicus, Ulrich's Periodicals Directory, Web of Science. Część serii posiada indeks cytowań (IF) i znajduje się w bazie Journal Citation Reports.

## Serie wydawnicze[3]
Pełna nazwa bibliograficzna składa się z nazwy głównej, wspólnej dla wszystkich serii oraz z nazwy serii pisanej po kropce np. Acta Scientiarum Polonorum. Hortorum Cultus.
| Tytuł serii                                     | Tematyka                 | Wydawnictwo/Uczelnia                                      | Częstotliwość          | ISSN      |
| ----------------------------------------------- | ------------------------ | --------------------------------------------------------- | ---------------------- | --------- |
| Administratio Locorum                           | Gospodarka przestrzenna  | Uniwersytet Warmińsko-Mazurski w Olsztynie                | kwartalnik             | 1644-0741 |
| Agricultura                                     | Agronomia                | Uniwersytet Technologiczno-Przyrodniczy w Bydgoszczy      | kwartalnik             | 1644-0625 |
| Architectura                                    | Budowictwo               | Szkoła Główna Gospodarstwa Wiejskiego                     | kwartalnik             | 1644-0633 |
| Biologia                                        | Biologia                 | seria przestała być wydawana                              | półrocznik             | 1644-0641 |
| Biotechnologia                                  | Biotechnologia           | Uniwersytet Przyrodniczy we Wrocławiu                     | kwartalnik             | 2083–8654 |
| Formatio Circumiectus                           | Kształtowanie Środowiska | Uniwersytet Rolniczy w Krakowie                           | kwartalnik             | 1644-0765 |
| Geodesia et Descriptio Terrarum                 | Geodezja i Kartografia   | Uniwersytet Przyrodniczy we Wrocławiu                     | kwartalnik, półrocznik | 1644–0668 |
| Hortorum Cultus                                 | Ogrodnictwo              | Uniwersytet Przyrodniczy w Lublinie                       | dwumiesięcznik         | 1644-0692 |
| Medicina Veterinaria                            | Weterynaria              | Uniwersytet Przyrodniczy we Wrocławiu                     | kwartalnik, półrocznik | 2083–8670 |
| Oeconomia                                       | Ekonomia                 | SGGW                                                      | kwartalnik             | 1644-0757 |
| Piscaria                                        | Rybactwo                 | ZUT Szczecin, wydawane do 2008 roku                       | półrocznik             | 1644-0706 |
| Silvarum Colendarum Ratio et Industria Lignaria | Leśnictwo i Drzewnictwo  | Uniwersytet Przyrodniczy w Poznaniu                       | kwartalnik             | 1644-0722 |
| Technologia Alimentaria                         | Technologia żywności     | Uniwersytet Przyrodniczy w Poznaniu                       | kwartalnik             | 1644-0730 |
| Zootechnica                                     | Zootechnika              | Zachodniopomorski Uniwersytet Technologiczny w Szczecinie | kwartalnik             | 1644-0714 |